# Turning Point (groupe américain)
Pour les articles homonymes, voir Turning Point.
Turning Point est un groupe de punk hardcore américain, originaire du New Jersey. Le groupe est brièvement actif, entre 1988 et 1991,. Le style musical du groupe se rapproche d'autres groupes hardcore comme Split Lip ou Falling Forward.

## Biographie
Le chanteur Skip Candelori et le guitariste Jay Laughlin créent d'abord un groupe appelé Pointless. Ken Flavell, le batteur, joue avec son frère Chris dans un groupe du sud du New Jersey, Failsafe. Nick Greif, le bassiste, joue pour un groupe hardcore, Awareness. Les membres se rencontrent en 1987 puis le groupe se forme en 1988. Matthew Kerfoot, guitariste d'Awareness, était choisi pour être le batteur, mais il décline la proposition de Greif pour faire ses études. Les premiers morceaux du groupe reprennent le punk hardcore d'alors avec des paroles abordant les questions sociales ou le straight edge. Plus tard, le groupe devient plus influencé par l'emo avec des paroles expressionnistes et un chant moins agressif.
Le groupe se sépare en 1991. Après avoir fondé d'autres groupes, Candelori décède en juin 2002 d'une overdose. Les autres continuent le hardcore dans les années 1990. Seul Jay Laughlin demeure dans la musique dans le groupe Lenola et tient un studio. En 2000, leur label Jade Tree publie un album posthume intitulé Turning Point 1988-1991.
En mars 2016, le groupe est annoncé au festival This is Hardcore, à Philadelphie, en Pennsylvanie, les 4 et 7 août 2016. En décembre 2016, ils sont confirmés pour le Groezrock Festival en Belgique, les 29 et 30 avril 2017.

## Membres
- Frank « Skip » Candelori – chant (1988–1991)
- Jay Laughlin – guitare (1988–1991)
- Nick Greif – basse (1988–1991)
- Ken Flavell – batterie, percussions (1988–1991)
- Steve Crudello  – guitare (1988–1989)

## Discographie
- 1988 : Turning Point (démo auto-produite, cassette[8])
- 1988 : Turning Point (7")
- 1990 : It's Always Darkest Before The Dawn (CD, LP, cassette)
- 1991 : Turning Point/No Escape (split 7")
- 2000 : Turning Point 1988-1991 Discography (compilation)